# Boris Leven
 (juillet 2021).
Si vous disposez d'ouvrages ou d'articles de référence ou si vous connaissez des sites web de qualité traitant du thème abordé ici, merci de compléter l'article en donnant les références utiles à sa vérifiabilité et en les liant à la section « Notes et références ».

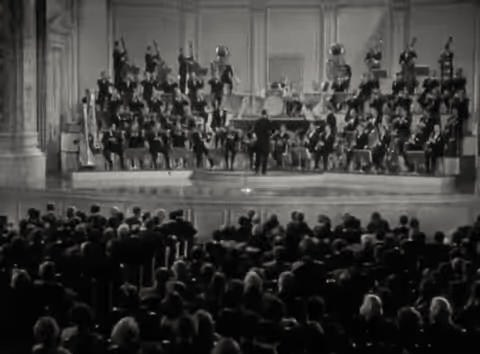
La Folle Parade (1938)

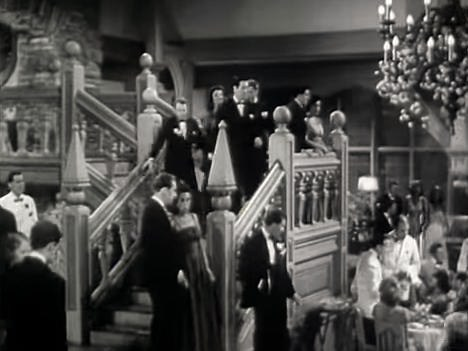
Swing Romance (1940)

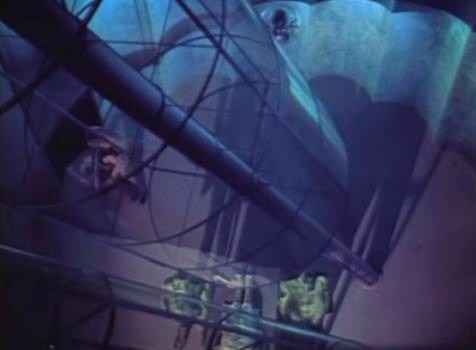
Les Envahisseurs de la planète rouge (1953)

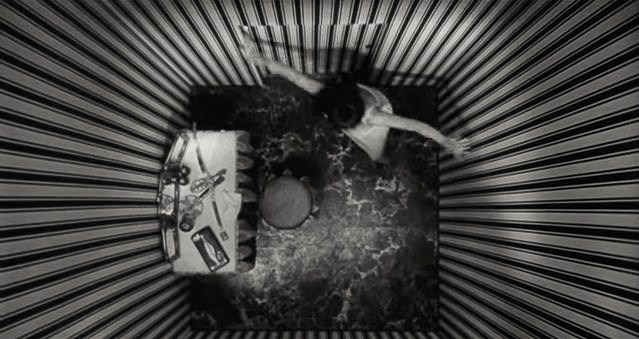
La Meurtrière diabolique (1964)

Boris Leven est un directeur artistique et chef décorateur américain d'origine russe, né le 13 août 1908 à Moscou (alors Empire russe), mort le 11 octobre 1986 à Los Angeles (Californie).

## Biographie
Après un premier apprentissage de la peinture et de l'architecture dans son pays natal, Boris Leven émigre en 1927 aux États-Unis, où il poursuit ses études d'architecture. En 1933, il s'installe à Los Angeles et oriente sa formation (jusqu'en 1937) dans le domaine des décors de cinéma, ayant notamment comme maître Hans Dreier.
Son premier film comme directeur artistique est La Folle Parade d'Henry King (avec Tyrone Power et Alice Faye), sorti en 1938, année où il est naturalisé américain. Suivent plus de soixante-dix autres films américains (parfois comme chef décorateur).
En particulier, il collabore avec le réalisateur Robert Wise sur six films, depuis West Side Story (1961, avec Natalie Wood et Richard Beymer) jusqu'à Le Mystère Andromède (1971, avec Arthur Hill et David Wayne), en passant entre autres par La Mélodie du bonheur (1965, avec Julie Andrews et Christopher Plummer).
En fin de carrière, il travaille sur quatre réalisations de Martin Scorsese, dont New York, New York (1977, avec Liza Minnelli et Robert De Niro) et La Couleur de l'argent (avec Paul Newman et Tom Cruise), son dernier film sorti le 17 octobre 1986, six jours après sa mort.
Parmi ses autres films notables, citons Shanghai Gesture de Josef von Sternberg (1941, avec Ona Munson et Gene Tierney), Pour toi j'ai tué de Robert Siodmak (1949, avec Burt Lancaster et Yvonne De Carlo), Géant de George Stevens (1956, avec Rock Hudson et Elizabeth Taylor), Autopsie d'un meurtre d'Otto Preminger (1959, avec James Stewart et Lee Remick), ou encore Mandingo de Richard Fleischer (1975, avec Susan George et James Mason).
Il obtient neuf nominations à l'Oscar des meilleurs décors — voir détails ci-dessous — entre 1939 (pour son premier film La Folle Parade) et 1987 (à titre posthume, pour son dernier film La Couleur de l'argent), dont un gagné en 1962 (pour West Side Story).
Boris Leven est également directeur artistique à la télévision, sur deux téléfilms américains diffusés en 1974.

## Filmographie

### Cinéma (sélection)
- 1938 : La Folle Parade (Alexander's Ragtime Band) d'Henry King
- 1939 : Laurel et Hardy conscrits (The Flying Deuces) d'A. Edward Sutherland
- 1940 : Swing Romance (Second Chorus) d'H. C. Potter
- 1941 : Shanghaï (The Shanghai Gesture) de Josef von Sternberg
- 1942 : Six Destins (Tales of Manhattan) de Julien Duvivier
- 1942 : Girl Trouble de Harold D. Schuster
- 1946 : Maman déteste la police (Home Sweet Homicide), de Lloyd Bacon
- 1947 : L'Extravagante Miss Pilgrim (The Shocking Miss Pilgrim) de George Seaton
- 1947 : Embrassons-nous (I Wonder Who's Kissing Her Now) de Lloyd Bacon
- 1949 : Pour toi j'ai tué (Criss Cross) de Robert Siodmak
- 1950 : House by the River de Fritz Lang
- 1950 : Sables mouvants (Quicksand) d'Irving Pichel
- 1950 : The Jackie Robinson Story d'Alfred E. Green
- 1951 : Le Rôdeur (The Prowler) de Joseph Losey
- 1952 : La Star (The Star) de Stuart Heisler
- 1952 : Le Masque arraché (Sudden Fear) de David Miller
- 1953 : Fort Alger (Fort Algiers) de Lesley Selander
- 1953 : Donovan's Brain de Felix E. Feist
- 1953 : Les Envahisseurs de la planète rouge (Invaders from Mars) de William Cameron Menzies
- 1954 : Le Calice d'argent (The Silver Chalice) de Victor Saville
- 1956 : Géant (Giant) de George Stevens
- 1957 : À l'heure zéro (Zero Hour!) d'Hall Bartlett
- 1957 : My Gun is Quick de Victor Saville et George White
- 1959 : Caravane vers le soleil (Thunder in the Sun) de Russell Rouse
- 1959 : Autopsie d'un meurtre (Anatomy of a Murder) d'Otto Preminger
- 1961 : West Side Story de Jerome Robbins et Robert Wise
- 1962 : Deux sur la balançoire (Two for the Seesaw) de Robert Wise
- 1964 : La Meurtrière diabolique (Strait-Jacket) de William Castle
- 1965 : La Mélodie du bonheur (The Sound of Music) de Robert Wise
- 1966 : La Canonnière du Yang-Tsé (The Sand Peebles) de Robert Wise
- 1968 : Star! de Robert Wise
- 1971 : Le Mystère Andromède (The Andromeda Strain) de Robert Wise
- 1972 : Les flics ne dorment pas la nuit (The New Centurions) de Richard Fleischer
- 1975 : Mandingo de Richard Fleischer
- 1977 : New York, New York de Martin Scorsese
- 1978 : La Dernière Valse (The Last Waltz) de Martin Scorsese (documentaire)
- 1978 : C'est dans la poche (Matilda) de Daniel Mann
- 1983 : La Valse des pantins (The King of Comedy) de Martin Scorsese
- 1985 : Fletch aux trousses (Fletch) de Michael Ritchie
- 1986 : Femme de choc (Wildcats) de Michael Ritchie
- 1986 : La Couleur de l'argent (The Color of Money) de Martin Scorsese

### Télévision (intégrale)
- 1974 : Reflections of Murder, téléfilm de John Badham
- 1974 : Double Solitaire, téléfilm de Paul Bogart

## Distinctions

### Récompenses
- Oscars 1962 : Oscar des meilleurs décors, catégorie couleur, pour West Side Story
- 2005 : Art Directors Guild Hall of Fame

### Nominations
- Oscar des meilleurs décors :
  - En 1939, pour La Folle Parade
  - En 1943, catégorie noir et blanc, pour Shanghai Gesture
  - En 1957, catégorie couleur, pour Géant
  - En 1966, catégorie couleur, pour La Mélodie du bonheur
  - En 1967, catégorie couleur, pour La Canonnière du Yang-Tse
  - En 1969, pour Star!
  - En 1972, pour Le Mystère Andromède
  - Et en 1987, à titre posthume, pour La Couleur de l'argent